# Яцкін Іван Григорович
Іван Григорович Яцкін (рос. Иван Григорьевич Яцкин) — громадянин України і Росії, народився і жив у Криму. Переслідується окупаційною владою Криму, український політв'язень у Росії.

## Життєпис
Іван Яцкін народився в селі Войкове Первомайського району Криму. До затримання жив у Сімферополі. Правозахисники і адвокат Яцкіна стверджують, що він мав відкриту і активну проукраїнську позицію.

## Кримінальне переслідування
Яцкіна було затримано 16 жовтня 2019 року в Криму, проте відомо про його затримання стало відомо в грудні. 16 жовтня близько 6:00 співробітники ФСБ провели вдома у Яцкіна обшук, в результаті якого було вилучено українські документи й ноутбук. Самого Івана ще до обшуку було заарештовано. Того ж дня "суд" у Сімферополі обрав Яцкіну запобіжний захід у вигляді тримання під вартою, його було етаповано до Москви в СІЗО «Лефортово», за словами його адвоката, «спецбортом ФСБ».
Влада РФ звинувачує Яцкіна у скоєнні державної зради (ст. 275 Кримінального кодексу РФ). Санкція статті передбачає покарання у вигляді позбавлення волі строком 12-20 років. Його адвокат повідомив, що за версією ФСБ Яцкін «діяв в інтересах українських спецслужб на території окупованого Криму, збирав і передавав якусь інформацію». Сам Яцкін не визнає себе винним.
З жовтня 2019 року по кінець січня 2020 року інтереси Яцкіна представляв адвокат за призначенням. Згодом родичі знайшли для Яцкіна незалежного адвоката Миколу Полозова. За його даними, протягом 1,5 місяців Івана тримали в одиночній камері і піддавали психологічному тиску. Інших подробиць кримінальної справи проти Яцкіна немає, так як матеріали справи мають гриф секретності.
Коментуючи справу, адвокат Полозов припустив, що Яцкіна переслідують за проукраїнську позицію. 5 листопада 2021 року його помістили до штрафного ізолятора в колонії в Краснодарському краї. За даними поліціянтів, в установі не знайшлося іншого місця. 
1 грудня Яцкін оголосив голодування. 
31 грудня Яцкіна було етаповано до міста Білове Кемеровської області Росії, його адвокат заявив, що він потребує медичної допомоги і зазнає у колонії систематичного тиску. 

## Сім'я
Дружина — Гульнара Кадирова, двоє неповнолітніх дітей — Ринат і Арсен. На момент затримання Івана, його дружина була вагітна їх третьою дитиною.